# Toruń Wschodni
Toruń Wschodni – dworzec kolejowy na terenie Torunia. Według klasyfikacji PKP ma kategorię dworca aglomeracyjnego. Został otwarty 15 sierpnia 1909 roku. Przez stację przechodzą linie kolejowe: 27, 207, 246 i 353.
Zabudowa dworca składa się z dwóch głównych budynków – większego (mieszczącego m.in. poczekalnię i kasy) oraz mniejszego (Biuro Wag). Oba powstały w stylu neogotyckim i w pierwotnej formie architektonicznej przetrwały do czasów współczesnych.
Pod koniec 2022 roku rozpoczął się remont dworca, który zakończył się w kwietniu 2025. Odnowiona została elewacja z detalami architektonicznymi, wymieniono stolarkę okienną i drzwiową na wzór historycznej, odrestaurowane zostały także okna witrażowe nad wejściem głównym.

## Ruch pasażerski
| Rok  | Wymiana roczna | Wymiana pasażerska na dobę | miejsce w Polsce |
| ---- | -------------- | -------------------------- | ---------------- |
| 2017 | 876 000        | 2 200                      |                  |
| 2018 | 876 000        | 2 400                      |                  |
| 2019 | 913 000        | 2 500                      |                  |
| 2020 | 586 000        | 1 600                      |                  |
| 2021 | 584 000        | 1 600                      |                  |
| 2022 |                | 2 100                      |                  |